# Josip Zurc
Josip »Jože« Zurc, slovenski gostilničar in politik, * 4. avgust 1861, Novo mesto, † 6. oktober 1930, Novo mesto.

## Življenje in delo
Po končani ljudski šoli se je izučil za mesarja in po odsluženju vojaškega roka prevzel gostilno pri Štemburju v Kandiji. Postal je tudi spreten veterinar-samouk. Hkrati se je udejstvoval v javnem življenju: bil je 25 let župan največje kranjske občine Šmihel-Stopiče, 27 let načelnik občinskega cestnega odbora, 18 let predsednik okrajnega šolskega sveta. Leta 1913 je bil izvoljen na listi SLS v zadnji kranjski deželni zbor v kmečki kuriji za sodne okraje Novo mesto, Kostanjevica na Krki in Krško. Po njegovi zaslugi je dobila Kandija železniško postajališče, zgrajen je bil železobetonski most v Vavti vasi, preurejena cesta čez Št. Peter (danes ulica Šentpeter v naselju Otočec) ter zgrajenih več novih šolskih poslopij. Od ustanovitve pa do smrti je bil predsednik Gostilničarske zadruge v Novem mestu. Bil je duhovit in zelo priljubljen. Veliko pozornost je zbudil 1908, ko je na Dunaju ob 60-letnici vladanja cesarja Franca Jožefa jezdil v dragoceni uskoški uniformi z deželno trobojnico v rokah na čelu številnega zastopstva kranjske dežele. Leta 1926 je bil odlikovan z jugoslovanskim redom Svetega Save 5. razreda. Od leta 2014 je v Dolenjskem muzeju Novo mesto posvečen majhen delček, kjer je predstavljeno njegovo življenje. Bil je oče znanemu gozdarju Jožetu Petriču. Večina njegove družine še danes biva v Novem mestu.